# Earth A.D.
Earth A.D. fu l'ultimo album discografico pubblicato dai The Misfits prima del loro scioglimento nel 1984 ed è una ristampa (con aggiunta di tre nuove tracce) dell'album (dell'anno precedente) Earth A.D./Wolfs Blood.

## Tracce
Testi e musiche di Glenn Danzig.
1. Earth A.D. – 2:09
2. Queen Wasp – 1:32
3. Devilock – 1:26
4. Death Comes Ripping – 1:53
5. Green Hell – 1:53
6. Mommy Can I Go out & Kill Tonight? (Studio version) – 2:03
7. Wolfs Blood – 1:13
8. Demonomania – 0:45
9. Bloodfeast – 2:29
10. Hellhound – 1:16
11. Die, Die My Darling – 3:11
12. We Bite – 1:14

## Formazione
- Glenn Danzig - voce
- Jerry Only - basso
- Doyle - chitarra
- ROBO - batteria